# 合同情報会議
合同情報会議（ごうどうじょうほうかいぎ）は、日本の内閣における会議。

## 概要
各情報関係機関の連携のため内閣情報会議の下に設置された、内閣官房副長官（事務）が主宰する関係省庁局長級の会議。隔週で開催される。内閣情報会議は組織の長が集う会議であるが、合同情報会議はインテリジェンス部門の実務トップが集い、現状と課題を話し合う会議である点が特徴である。
諸外国のインテリジェンス・コミュニティーに近いものであるが、イギリスの合同情報委員会（JIC）等と違って情報の評価等を行う専門のスタッフは存在しない。
また、合同情報会議は情報の集約・連携を目的とした会議であるが、高度なインテリジェンスは会議では交換されないまま各機関がバラバラに報告しているという問題もある。
中曽根康弘内閣総理大臣時代の1986年7月に設置された会議であり、当初は官房副長官の下に置かれた非公式の会議であった。1998年に内閣情報会議が誕生すると正式の組織となり、その傘下に入った。2008年からは情報評価も目的とするようになっている。

## 組織
内閣官房副長官（事務）が議長を務める。構成員は
- 内閣危機管理監
- 内閣官房副長官補（安全保障、危機管理担当）
- 内閣情報官
- 国家安全保障局長
- 内閣官房国際テロ情報集約室情報収集統括官
- 警察庁警備局長
- 防衛省防衛政策局長
- 公安調査庁次長
- 外務省国際情報統括官

であり、必要に応じてその他の省庁からも召集される。
特に内閣情報調査室が会議を仕切っているという訳ではないが、会議の事務手続きは内閣情報調査室が行う。